# Tres divertimenti per a quartet de corda
Els Tres Divertimenti és una obra per a quartet de corda del compositor anglès Benjamin Britten escrita l'any 1936 i estrenada al Wigmore Hall el 25 de febrer d'aquell mateix any. La Marxa, el Vals i la Burlesca són els tres moviments d'aquesta obra per a quartet de corda, a la qual seguiràn el tres grans quartets que Britten va escriure el 1941 (Quartet núm.1), 1945 (Quartet núm.2) i 1975 (Quartet núm.3) respectivament.

## Història
El 1933, quan encara era estudiant en el Royal College of Music, Britten va començar a compondre una suite de moviments de diferents caràcters per a quartet titulada Alla Quartetto Serioso: "Go play, boy, play" (El subtítol està agafat del Conte d'Hivern de William Shakespeare). Dels cinc moviments projectats només es van completar tres -Alla Marcia, Alla Valse, Alla Burlesca- (encara que en l'esbós original de la composició existien un Alla Romança i un Tema amb Variacions). Estaven pensats com una sèrie de retrats d'amics de l'escola; el primer de l'atlètic David Lay ton de la Gresham's School la seva escola pública, i el tercer de Francis Barton, un amic de South Lodge, la seva anterior escola privada. Els tres moviments d'aquesta primera suit titualts PT (phisical training), At the Party i Ragging van ser interpretats pel Quartet Macnaghten en un concert al Ballet Club (Mercury Theatre), Londres, l'11 de desembre de 1933.
No va ser fins a 1936 que Britten va tornar al quartet. Al febrer d'aquest any se’l va convèncer perquè retirés i revisés "Go Play, boy, play”. D'aquí en va renéixer com els Tres Divertimenti que coneixem avui en dia, amb els títols March, Waltz i Burlesque. L'obra va ser estrenada pel Quartet Stratton (que més tard es convertiria en el Quartet Eòlic) al Wigmore Hall, el 25 de febrer de 1936. L'obra va ser publicada 47 anys més tard, l'any 1983 per Faber Music (Londres), 7 anys després de la mort de Benjamin Britten.

## Anàlisi i estructura
Les composicions de Benjamin Britten per a quartet de corda inclouen alguns dels exemples més importants del gènere en el segle XX: quatre quartets i tres moviments d'una suite inacabada reflecteixen la seva comprensió d'un mitjà en el qual tenia experiència com a intèrpret.
Nascut a Lowestoft el 1913, Britten ràpidament supera els recursos locals per a l'orientació en la composició i és enviat el 1927 al compositor Frank Bridge, que es va convertir en professor i amic. Igual que Bridge, Britten tocava la viola, i les seves obres per a instruments de corda són, des dels primers intents, totalment idiomàtiques, amb un profund coneixement de tots els aspectes de les tècniques d'interpretació. El seu germà Robert era violinista, i les primeres composicions de Britten reflectien aquestes habilitats familiars.
Els Tres Divertimenti són, com el títol el suggereix, un conjunt de tres peces de caràcters individuals destinades a un "entreteniment plaent" sense necessàriament gens d'importància seriosa o consideracions formals més àmplies com podria implicar un quartet de cordes de diversos moviments. Això no obstant, podem trobar-hi toc de burla i humor, però amb implicacions més fosques que potser reflecteixen els anys turbulents en els quals va ser escrita.

### Marxa
La Marxa és un dels primers exemples de l'ús d'aquesta forma per part de Britten, una característica recurrent en les seves obres posteriors. Aquí Britten atreu la nostra atenció amb una declamació inicial que és distintament moderna i dramàtica. Aviat s'estableix en una marxa més tradicional però amb un toc d'humor fosc abans que curiosament s'esvaeixi en el no-res. Podria ser una marxa militar que ha fracassat? Els ritmes eriçats, els glissandi i els colorits harmònics situen immediatament la música en el segle XX en termes d'estil, però com en la majoria de les composicions de Britten, la música és tonal, accessible i àmpliament atractiva. No obstant això, prevalen els suggeriments de Igor Stravinski, Béla Bartók i el professor de primària de Britten, Frank Bridge.

### Vals
El Vals, de graciós encant, té una textura sòbria. És una mica més “mans” tècnicament, amb textures convincents i un diàleg de cambra tradicional amb un toc de caràcter pastoral anglès. Hi trobem un aire de tranquil·la relaxació davant l'energia gairebé mota perpetua de la Burlesque. Tanmateix, tot I ser molt commovedor, les seves vores fosques continuen suggerint que està mirant cap endarrere, a temps més feliços. Igual que la Marxa, el Vals també s'allunya abruptament deixant-nos amb preguntes sense resposta.

### Burlesque
La Burlesque final (el moviment de “ragging” original) demostra una vegada més la facilitat de Britten per a la música ràpida. Aquí es repeteix la inconfusible vivacitat dels ritmes, tècniques i sonoritats del segle XX en una mini obra mestra de color i contrast dinàmic. Aquesta intensa burlesca suggereix la definició del diccionari de la paraula com "una extravagància dramàtica o una farsa d'algun tema seriós". Una carrera gairebé frenètica cap a la conclusió ens deixa una vegada més amb preguntes sobre la naturalesa d'aquesta paròdia i les seves implicacions.

## Reaccions i crítiques
En la seva forma final els Tres Divertimenti formen part de la producció madura de Britten, encara que mai els va publicar en vida, potser perquè van atreure 'rialletes i silencis freds' en la seva estrena en el Wigmore Hall el 25 de febrer de 1936. “Per què, no ho sé. Potser són pitjors del que esperava". En el seu diari afegeix l'intrigant comentari: "No són una gran música - però vaig sentir que són interessants i bastant brillants". Després de llegir una nota de premsa desfavorable, va continuar: "Em sento com un col·legial assotat". ↓
| «                                                     | Els 'Tres Divertimenti' de Benjamin Britten per a quartet de corda, interpretats pel Quartet Stratton, eren més depriments que divertits. Com en algunes altres obres de la mateixa ploma, hi va haver molt de joc amb els dispositius tècnics, però poca matèria sòlida per justificar les escapades. El Sr. Britten haurà demostrat la seva vàlua com a compositor quan aconsegueixi escriure música que es basi menys en un efecte superficial. | Benjamin Britten's 'Three Divertimenti' for string quartet, played by the Stratton Quartet, were depressing rather than diverting. As in some other works from the same pen, there was much play with technical devices, but little solid matter to justify the escapades. Mr Britten will have proved his worth as a composer when he succeeds in writing music that relies less on superficial effect. | » |
| — J.A. Westrup, Daily Telegraph, 26 de febrer de 1936 | | |   |

| «                                 | El primer dels concerts de música de cambra de dimarts a la nit, patrocinat per la Royal College of Music Patron's Fund, va incloure la primera interpretació de tres divertimenti per a quartet de cordes de Benjamin Britten i quatre pastorals per a veu de tenor i pianoforte d'Herbert Murrill. Els tres moviments de Britten són lleugers per definició - una marxa, un vals i un burlesque. De fet, el títol d'aquest últim podria haver-se aplicat igualment als altres dos. El compositor mostra al principi la seva admiració pels quartets de corda de Bartok, i hi ha molta escriptura intel·ligent, especialment en el fantasma del vals. Els divertimenti van ser admirablement interpretats pel Quartet Stratton []. | The first of the Tuesday evening concerts of chamber music sponsored by the Royal College of Music Patron's Fund included the first performance of three divertimenti for string quartet by Benjamin Britten and four pastorales for tenor voice and pianoforte by Herbert Murrill. Britten's three movements are slight by definition — a march, a valse and a burlesque. Indeed the title of the last might have been equally well applied to the other two. The composer shows at the beginning his admiration for Bartbk's string quartets, and there is a great deal of clever writing, especially in the ghost of a valse. The divertimenti were admirably played by the Stratton Quartet [ ]. | » |
| — The Times, 28 de febrer de 1936 | | |   |

| «                                     | "Després de la picant "Marxa", amb els seus característics unisions, glissandi i motius de notes de gràcia, i l'elegant ‘Vals', on la seva simplicitat inicial es mou cap a una sorprenent complexitat, la 'Burlesca' final genera un impuls gairebé simfònic a través dels seus tremolandos i obstinats Sibelians " | "After the piquant 'March', with its characteristic double-stopped unision, glissandos and grace note motives, and the elegant 'Watz' whose intital simplicity moves to a surprisingly complexity, the final 'Burlesque' generates almost symphonic impetus through its Sibelian tremolandos and ostinatos." | » |
| — Daily Telegraph, 5 de gener de 1983 | | |   |

## Enregistraments
Els següents àlbums contenen els Tres divertimenti per a quartet de corda de Benjamin Britten:
- 1996: Sorrel Quartet. Britten: String Quartets, Vol. 1. Chandos[11]
- 2007: The Brodsky Quartet. Tchaikovsky and Britten String Quartets. Challenge Classics[12]
- 2007: The Coull Quartet. Maw/Britten: String quartet no.3; Three divertimenti. Somm[13]
- 2008: Belcea Quartet. Britten: String Quartets Nos. 1-3. and Three Divertimenti. Warner Classics[14]
- 2008: Endellion String Quartet. Benjamin Britten: The Collector’s Edition. EMI[15]
- 2009: Utrecht String Quartet. Britten: Early String Quartets. Cobra[16]
- 2010: Emperor Quartet. Britten: String Quartets. BIS[17]
- 2013: Endellion String Quartet. Britten: String Quartets & 3 Divertimenti. Warner Classics[18]
- 2013: Endellion String Quartet. Britten: Chamber Music & Instrumental Works. Warner Classics[19]
- 2015: Avalon String Quartet. Illuminations. Cedille[20]
- 2015: The Brodsky Quartet. Britten: The Complete String Quartets. Challenge Classics[21]
- 2015: Skyros Quartet. Introspective Odyssey. Navona Records[22]
- 2018: Piatti Quartet. Albion Refracted. Champs Hill Records[23]
- 2018: Amernet String Quartet. Much Ado About Nothing. Centaur[24]
- 2018: Telegraph Quartet. Into the Light. Centaur[25]
- 2019: Doric String Quartet. Purcell & Britten. Chandos[26]
- 2019: Maggini Quartet. British String Quartets. Naxos[27]